# 일월반도도 병풍
일월반도도 병풍(日月蟠桃圖 屛風)은 서울특별시 종로구 국립고궁박물관에 있는 조선시대의 산수화 병풍이다. 2005년 8월 12일 대한민국의 보물 제1442호로 지정되었다.

## 지정 사유
각 4폭으로 구성된 2점의 대형 궁중 장식화 병풍으로 해와 달, 산, 물, 바위, 복숭아 나무 등을 소재로 하여 십장생도와 같은 의미를 나타낸 것으로 여겨지며 특히 복숭아에 대한 길상 관념이 강하게 내재되어 있다.
이 그림에는 왕과 왕비를 상징하는 붉은 해와 흰 달, 한 개만 먹어도 천수를 누린다는 천도와 청록색의 바위산, 넘실거리는 물굽이, 억센 바위 등이 극채색 극세필로 그려져 있다. 해와 달과 산, 물결이 대칭으로 배치된 점은 그 소재와 상징성에서 어좌 뒤에 세워졌던 일월오봉병과도 유사하다.
표현 시각과 기법에서 탁월성을 보여주고 있으며 소재, 구도, 화법 등이 모두 뛰어난 작품이다.

## 같이 보기
- 십장생도

## 참고 자료
- 일월반도도 병풍 - 국가유산청 국가유산포털